# Ambérieu-en-Bugey
Ambérieu-en-Bugey è un comune francese situato nel dipartimento dell'Ain della regione Alvernia-Rodano-Alpi, nella regione storica del Bugey, di cui è il centro principale.

## Origini del nome
Il suo nome deriva da quello della tribù celtica degli Ambarri.

## Stroria

### Simboli
Lo stemma comunale è stato adottato nel 1945 e unisce il blasone della famiglia Dujast con il leone di armellino in campo rosso simboo del Bugey.

## Società

### Evoluzione demografica
Abitanti censiti

## Infrastrutture e trasporti
Il comune è servito dall'omonima stazione ferroviaria.

## Amministrazione

### Gemellaggi
- Mering, dal 1973